# Elecciones federales de Bélgica de 2014
Las elecciones federales de Bélgica de 2014 se celebraron el domingo 25 de mayo. En ellas se renovaron a los 150 miembros de la Cámara de Representantes. El Senado no fue elegido como consecuencia de la Reforma Política de 2011-12. Fueron las primeras votaciones realizadas en el reinado del Rey Felipe. En la misma fecha coincidieron tres votaciones: las generales, las regionales y las de representantes al Parlamento Europeo. 

## Resultados electorales
| Partido                       | Partido                                   | Sufragios | Sufragios | Sufragios | Escaños   | Escaños |
| Partido                       | Partido                                   | Votos     | %         | +/-       | Diputados | +/-     |
| ----------------------------- | ----------------------------------------- | --------- | --------- | --------- | --------- | ------- |
|                               | Nueva Alianza Flamenca (N-VA)             | 1 366 397 | 20,26     | +2,86     | 33        | +6      |
|                               | Partido Socialista (PS)                   | 787 058   | 11,67     | -2,03     | 23        | -3      |
|                               | Movimiento Reformador (MR)                | 650 260   | 9,64      | +0,36     | 20        | +2      |
|                               | Cristiano Demócrata y Flamenco (CD&V)     | 783 040   | 11,61     | +0,76     | 18        | +1      |
|                               | Liberales y Demócratas Flamencos (VLD)    | 659 571   | 9,78      | +1,14     | 14        | +1      |
|                               | Partido Socialista Diferente (SP.A)       | 595 466   | 8,83      | -0,41     | 13        | =       |
|                               | Centro Democrático Humanista (CDH)        | 336 184   | 4,98      | -0,54     | 9         | =       |
|                               | Groen                                     | 358 947   | 5,32      | +0,94     | 6         | +1      |
|                               | Ecolo                                     | 222 524   | 3,30      | -1,50     | 6         | -2      |
|                               | Vlaams Belang (VB)                        | 247 738   | 3,67      | -4,09     | 3         | -9      |
|                               | Partido del Trabajo de Bélgica (PVDA/PTB) | 251 276   | 3,72      | +2,31     | 2         | +2      |
|                               | Federalistas Demócratas Francófonos (FDF) | 121 384   | 1,80      |           | 2         | -1      |
|                               | Partido Popular (VP/PP)                   | 102 581   | 1,52      | +0,23     | 1         | =       |
|                               | Otros                                     | 262 121   | 3,88      | +0,44     | 0         | =       |
| Votos válidos                 | Votos válidos                             | 6 744 547 | 94,23     | -         | -         | -       |
| Votos inválidos y en blanco   | Votos inválidos y en blanco               | 412 951   | 5,77      | -         | -         | -       |
| Total (participación: 89,37%) | Total (participación: 89,37%)             | 7 157 498 | 100       | -         | 150       | -       |
| Fuente:                       |                                           |           |           |           |           |         |

### Bruselas-Capital
| Partido                       | Partido                                   | Votos   | %     | +/-   | Diputados | +/- |
| ----------------------------- | ----------------------------------------- | ------- | ----- | ----- | --------- | --- |
|                               | Partido Socialista (PS)                   | 123 985 | 24,86 | +8,12 | 5         | +1  |
|                               | Movimiento Reformador (MR)                | 115 038 | 23,07 | +3,90 | 4         | -1  |
|                               | Federalistas Demócratas Francófonos (FDF) | 55 306  | 11,09 |       | 2         | +2  |
|                               | Ecolo-Groen                               | 52 133  | 10,45 | -0,56 | 2         | =   |
|                               | Centro Democrático Humanista (CDH)        | 46 441  | 9,31  | +1,24 | 2         | =   |
|                               | Otros                                     | 106 272 | 21,21 |       | 0         | =   |
| Votos válidos                 | Votos válidos                             | 498 725 | 94,50 | -     | -         | -   |
| Votos inválidos y en blanco   | Votos inválidos y en blanco               | 29 057  | 5,50  | -     | -         | -   |
| Total (participación: 86,73%) | Total (participación: 86,73%)             | 527 782 | 100   | -     | 150       | -   |
| Fuente:                       |                                           |         |       |       |           |     |

### Flandes
| Partido                       | Partido                                | Votos     | %     | +/-   | Diputados | +/- |
| ----------------------------- | -------------------------------------- | --------- | ----- | ----- | --------- | --- |
|                               | Nueva Alianza Flamenca (N-VA)          | 1 353 174 | 32,44 | +4,41 | 33        | +9  |
|                               | Cristiano Demócrata y Flamenco (CD&V)  | 774 867   | 18,57 | +0,94 | 18        | +3  |
|                               | Liberales y Demócratas Flamencos (VLD) | 646 288   | 15,49 | +1,82 | 14        | +3  |
|                               | Partido Socialista Diferente (SP.A)    | 585 853   | 14,04 | -1,26 | 13        | +1  |
|                               | Groen                                  | 358 947   | 8,60  | +1,53 | 6         | +1  |
|                               | Vlaams Belang (VB)                     | 242 581   | 5,81  | -6,79 | 3         | -8  |
|                               | Otros                                  | 222 823   | 5,34  |       | 0         | =   |
| Votos válidos                 | Votos válidos                          | 4 171 869 | 95,44 | -     | -         | -   |
| Votos inválidos y en blanco   | Votos inválidos y en blanco            | 199 994   | 4,56  | -     | -         | -   |
| Total (participación: 90,62%) | Total (participación: 90,62%)          | 4 382 863 | 100   | -     | 87        | -   |
| Fuente:                       |                                        |           |       |       |           |     |

### Valonia
| Partido                       | Partido                              | Votos     | %     | +/-   | Diputados | +/- |
| ----------------------------- | ------------------------------------ | --------- | ----- | ----- | --------- | --- |
|                               | Partido Socialista (PS)              | 663 073   | 31,97 | -5,67 | 18        | -4  |
|                               | Movimiento Reformador (MR)           | 535 222   | 25,81 | +3,59 | 16        | +3  |
|                               | Centro Democrático Humanista (CDH)   | 289 743   | 13,97 | -0,65 | 7         | =   |
|                               | Ecolo                                | 170 391   | 8,22  | -4,06 | 4         | -2  |
|                               | Partido del Trabajo de Bélgica (PTB) | 113 808   | 5,49  | +3,55 | 2         | +2  |
|                               | Partido Popular (PP)                 | 93 940    | 4,53  | +1,42 | 1         | =   |
|                               | Otros                                | 207 695   | 10,00 |       | 0         | =   |
| Votos válidos                 | Votos válidos                        | 2 073 953 | 92,30 | -     | -         | -   |
| Votos inválidos y en blanco   | Votos inválidos y en blanco          | 172 900   | 7,70  | -     | -         | -   |
| Total (participación: 87,64%) | Total (participación: 87,64%)        | 2 246 853 | 100   | -     | 48        | -   |
| Fuente:                       |                                      |           |       |       |           |     |

## Formación de gobierno

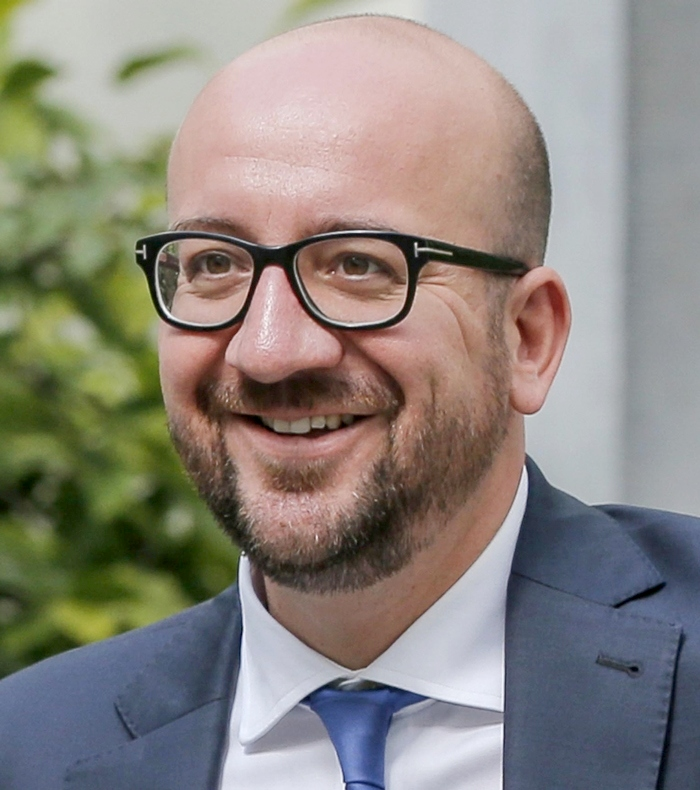
Charles Michel resultó elegido primer ministro tras un acuerdo de gobierno.

El 27 de mayo, el Rey Felipe, nombró a Bart De Wever (NV-A) como encargado de formar gobierno, por lo que comenzó negociaciones con otras fuerzas políticas para lograr un pacto de investidura.
Cinco meses después se llegó a un acuerdo a cuatro bandas entre partidos de centro-derecha, el pacto fue compuesto por las formaciones N-VA, CD&V, LDF y MR, el 7 de octubre se firmó el pacto, que designó al valón Charles Michel (del Movimiento Reformador), como Primer ministro, aunque la mayoría de los partidos integrantes representan a la región de Flandes. El 11 de octubre fue el primer día del nuevo gobierno.